# Švicarske Alpe
Alpska regija v Švici, ki jo običajno imenujemo Švicarske Alpe (nemško Schweizer Alpen, francosko Alpes suisses, italijansko Alpi svizzere, retoromanščina Alpe svizras), predstavlja glavno naravno značilnost države in je skupaj s planoto Mittelland in Švicarsko Juro, ena od treh glavnih geografskih regij. Švicarske Alpe se raztezajo tako v zahodnih kot vzhodnih Alpah in zajemajo območje, ki se včasih imenuje tudi srednje Alpe. Medtem ko je severno območje od Bernskih Alp do Appenzelskih Alp v celoti v Švici, južno območje od masiva Mont Blanc do masiva Bernina delijo z drugimi državami, kot so Francija, Italija, Avstrija in Lihtenštajn.
Švicarske Alpe obsegajo skoraj vse najvišje gore Alp, kot so Dufourspitze (4634 m), Dom (4545 m), Liskamm (4527 m), Weisshorn (4506 m) in Matterhorn (4478 m).
Od srednjega veka je imel tranzit čez Alpe pomembno vlogo v zgodovini. Regija severno od prelaza St. Gotthard je v začetku 14. stoletja postala jedro Švicarske konfederacije.

## Geografija
Alpe pokrivajo 60 % celotne površine Švice (41.285 kvadratnih kilometrov), zaradi česar je ena izmed najbolj alpskih držav. Kljub dejstvu, da Švica pokriva le 14 % celotne površine Alp 192.753 kvadratnih kilometrov, 48 od 82 alpskih štiritisočakov leži v Švicarskih Alpah in praktično vseh od preostalih 34 je znotraj 20 kilometrov od meje države.
Ledeniki švicarskih Alp pokrivajo površino 1220 kvadratnih kilometrov – 3 % švicarskega ozemlja, kar predstavlja 44 % celotne ledeniške površine v Alpah, tj. 2800 kvadratnih kilometrov.
Švicarske Alpe ležijo južno od Mittellanda in severno od državne meje. Meja med Alpami in planoto poteka od Veveyja na obali Ženevskega jezera do Rorschacha na obali Bodenskega jezera, ki poteka blizu mest Thun in Luzern. Nejasno opredeljene regije v Švici, ki ležijo na robu Alp, zlasti tiste na severni strani, se imenujejo Švicarske predalpe (francosko Préalpes, nemško Voralpen, italijansko Prealpi). Švicarske predalpe so v glavnem zgrajene iz apnenca in običajno ne presegajo 2500 metrov.
Alpski kantoni (od najvišjega do najnižjega) so Valais, Bern, Graubünden, Uri, Glarus, Ticino, St. Gallen, Vaud, Obwalden, Nidwalden, Schwyz, Appenzell Innerrhoden, Appenzell Ausserrhoden, Fribourg, Luzern in Zug. Države, s katerimi si Švica deli alpske gorske verige, so (od zahoda proti vzhodu): Francija, Italija, Avstrija in Lihtenštajn

### Pogorja
Alpe so običajno razdeljene na dva glavna dela, Zahodne in Vzhodne Alpe, katerih delitev je vzdolž Rena od Bodenskega jezera do prelaza Splügen. Zahodna območja zavzemajo največji del Švice, medtem ko so številčnejša vzhodna območja precej manjša in so v kantonu Graubünden. Slednje je del Srednje vzhodnih Alp, razen Ortlerskih Alp, ki spadajo v Južne apneniške Alpe. Peninske, Bernsko in Berninske Alpe so najvišja območja države, vsebujejo 38, 9 in 1 vrh nad 4000 metrov. Najnižje so Appenzellske Alpe, ki dosežejo vrhunec na 2500 metrih.

#### Zahodne Alpe
| Lega                                          | Pogorje                                                               | Kantoni, država                                                    | Pomembni vrhovi | Vzhodna meja |
| --------------------------------------------- | --------------------------------------------------------------------- | ------------------------------------------------------------------ | --------------- | ------------ |
| Od zahoda do vzhoda, SEVERNO OD Rone in Rena  |                                                                       |                                                                    |                 |              |
| Bernske Alpe                                  | Vaud, Fribourg, Bern, Valais                                          | Finsteraarhorn, Aletschhorn, Jungfrau, Mönch, Eiger, Lauteraarhorn | prelaz Grimsel  |              |
| Uri in Emmentalske Alpe                       | Bern, Luzern, Obwalden, Nidwalden, Uri (in Valais)                    | Dammastock, Titlis, Brienzer Rothorn, Pilatus, Napf                | Reuss           |              |
| Glarnske Alpe in Schwyzerske Alpe             | Schwyz, Zug, Uri, Glarus, Graubünden, Luzern                          | Tödi, Bächistock, Glärnisch, Rigi, Mythen                          | Seeztal         |              |
| Appenzellske Alpe                             | Appenzell Innerrhoden, Appenzell Ausserrhoden, St. Gallen (in Zurich) | Säntis, Churfirsten                                                | Ren             |              |
| Od zahoda proti vzhodu, južno od Rone in Rena |                                                                       |                                                                    |                 |              |
| Chablaiške Alpe                               | Valais, Francija                                                      | Dents du Midi                                                      | Arve            |              |
| masiv Mont Blanc                              | Valais, Francija, Italija                                             | Aiguille d'Argentière                                              | Col Ferret      |              |
| Peninske Alpe                                 | Valais, Italija                                                       | Monte Rosa, Weisshorn, Matterhorn                                  | prelaz Simplon  |              |
| Adulske Alpe                                  | Valais, Ticino, Uri, Graubünden,                                      | Monte Leone, Rheinwaldhorn                                         | prelaz Splügen  |              |

#### Vzhodne Alpe
| Lega                                                | Pogorje                      | Pomemben vrh |
| --------------------------------------------------- | ---------------------------- | ------------ |
| Od zahoda proti vzhodu, severno od reke Mera in Inn |                              |              |
| Oberhalbsteinske Alpe                               | Piz Platta                   |              |
| Plessurske Alpe                                     | Aroser Weisshorn             |              |
| Albulske Alpe                                       | Piz Kesch, Piz Lunghin       |              |
| Rätikon                                             | Schesaplana                  |              |
| Skupina Silvretta                                   | Piz Linard, Piz Buin         |              |
| Samnaunske Alpe                                     | Muttler                      |              |
| Od zahoda proti vzhodu, južno os reke Mera in Inn   |                              |              |
| Pogorje Bregaglia                                   | Cima di Castello, Piz Badile |              |
| Berninske Alpe                                      | Piz Bernina, Piz Roseg       |              |
| Livignjske Alpe                                     | Piz Paradisin                |              |
| Ortlerske Alpe                                      | Piz Murtaröl                 |              |
| Sesvenna                                            | Piz Sesvenna                 |              |

### Hidrografija

#### Reke
Severno stran švicarskih Alp odmakajo Rona, Ren in Inn (ki je del porečja Donave), južno stran pa predvsem Ticino (porečje Pada). Reke na severu se izlivajo v Sredozemsko, Severno in Črno morje, na jugu pa Pad v Jadransko morje. Glavna tri porečja v Alpah so znotraj države, to so: Piz Lunghin, Witenwasserenstock in Monte Forcola. Med Witenwasserenstockom in Piz Lunghinom teče Evropska razvodnica, ki ločuje Atlantik (Severno morje) in Sredozemsko morje (Jadransko in Črno morje). Evropska razvodnica je le delno na glavni verigi. Švica ima 6 % evropske sladke vode in jo včasih imenujejo »evropski vodni stolp«.

#### Jezera
Ker so najvišji jezovi v alpskih regijah, so številna velika gorska jezera umetna in se uporabljajo kot hidroelektrarne. Nekatera velika umetna jezera lahko najdemo nad 2300 m, vendar so naravna jezera, večja od 1 km2, običajno pod 1000 m (z izjemo jezer v Engadinu, kot je jezero Sils in Oeschinen v Bernskem Oberlandu). Taljenje ledenikov na nizki nadmorski višini lahko ustvari nova jezera, na primer 0,25 km 2 velik Triftsee, ki je nastal med 2002–2003.

### Vpliv taljenja ledenikov na hidroenergijo
Švica spremembe v podnebju izkorišča kot pozitivno priložnost za razvoj novih inovacij in spremembo načina proizvodnje energije v državi. Švica je odvisna od uporabe hidroelektrarn za napajanje bližnjih skupnosti, toda ko se ledeniki stopijo in prenehajo zmrzovati, taljenje, ki ustvarja energijo, preneha obstajati. Raziskovalci ocenjujejo, kako se bo topografija spremenila, ko se bodo ledeniki začeli zmanjševati in poglobljeno preučujejo potencialne stroške gradnje, proizvodnjo energije in prihodnje težave, s katerimi se bodo lahko srečali pri teh novostih. Švica je ena izmed mnogih držav, ki morajo začeti razmišljati o prihodnosti proizvodnje energije kot odziv na podnebne spremembe. Švica utira pot novemu valu inovacij in ustvarjalnega reševanja problemov, ki jih bo sčasoma moral slediti preostali svet.

### Nadmorske višine pograjin
Naslednja tabela prikazuje površino nad 2000 m in 3000 m ter ustrezen odstotek celotne površine vsakega kantona, katerega najvišja točka je nad 2000 metrov.
| kanton                 | pokrajina nad 2000m v km2 | pokrajina nad 2000m v % | pokrajina nad 3000m v km2 | pokrajina nad 3000m v % |
| ---------------------- | ------------------------- | ----------------------- | ------------------------- | ----------------------- |
| Appenzell Ausserrhoden | 1                         | 0,4                     | 0                         | 0                       |
| Appenzell Innerrhoden  | 4                         | 2,3                     | 0                         | 0                       |
| Bern                   | 887                       | 15                      | 100                       | 1,7                     |
| Fribourg               | 14                        | 0,8                     | 0                         | 0                       |
| Glarus                 | 213                       | 31                      | 4                         | 0,6                     |
| Graubünden             | 4296                      | 60                      | 111                       | 1,6                     |
| Luzern                 | 4                         | 0,3                     | 0                         | 0                       |
| Nidwalden              | 20                        | 7                       | 0                         | 0                       |
| Obwalden               | 66                        | 13                      | 1                         | 0,2                     |
| Schwyz                 | 69                        | 8                       | 0                         | 0                       |
| St. Gallen             | 184                       | 9                       | 1                         | 0,05                    |
| Ticino                 | 781                       | 28                      | 2                         | 0,07                    |
| Uri                    | 562                       | 52                      | 19                        | 1,8                     |
| Valais                 | 2595                      | 50                      | 697                       | 13                      |
| Vaud                   | 92                        | 3                       | 1                         | 0,03                    |
| Švica                  | 9788                      | 24                      | 936                       | 2,3                     |

### Monitoring sprememb stanja ledenikov
PERMOS (švicarska mreža za spremljanje permafrosta) je operativna služba za spremljanje, njen glavni cilj pa je ustvariti dolgoročno znanstveno dokumentacijo o spremembah permafrosta v švicarskih Alpah. Za natančno predstavitev trenutnih razmer v Alpah mreža beleži temperature permafrosta in termične spremembe v vrtinah, spodnjo temperaturo snežne odeje, temperaturo tal in razvoj snežne odeje. Mreža redno ideluje tudi zračne fotografije z izbranih območij. Te strategije spremljanja se še naprej razvijajo, ko se s časom beležijo nove raziskave in podatki.

## Geologija
Sestava velikih tektonskih enot odraža zgodovino nastanka Alp. Kamnine iz helvetskega območja na severu in avstroalpinskih plasti - južnih Alp na jugu prihajajo iz evropske oziroma afriške celine. Kamnine peninskih plasti pripadajo nekdanjemu območju mikroceline Briançonnais in oceana Tetida. Zaprtje slednjega s subdukcijo afriške plošče (najprej ocean Piemont in kasneje ocean Valais) je pred trkom obeh plošč in tako imenovano alpidsko orogenezo. Glavni prelom tektonske arene Sardona v vzhodnih Glarnskih Alpah nazorno ponazarja procese gradnje gora in je bila zato razglašena za Unescovo svetovno dediščino. Drug lep primer daje območje Alpsteina z več vidnimi odprtinami materiala Helvetske cone.
Z nekaterimi izjemami so Alpe severno od Rone in Rena del helvetske cone, tiste na južni strani pa peninskih plasti. Avstroalpinsko območje zadeva skoraj samo vzhodne Alpe, z izjemo Matterhorna.
Zadnja poledenitev je močno spremenila švicarsko pokrajino. Številne doline švicarskih Alp so v obliki črke U zaradi ledeniške erozije. Med največjim podaljšanjem poledenitve Würm (pred 18.000 leti) so ledeniki popolnoma prekrili   Mittelland, preden so se umikali in puščali ostanke le na visokogorskih območjih. V sodobnem času je ledenik Aletsch v zahodnih Bernskih Alpah največji in najdaljši v Alpah, na Konkordiaplatzu pa doseže največjo globino 900 metrov. Skupaj z ledenikom Fiescher in Aar je regija leta 2001 postala Unescova svetovna dediščina (Zavarovano območje Jungfrau-Aletsch). Učinek umika renskega ledenika pred približno 10.000 leti je bil Flimsov plaz, največji še vedno viden plaz na svetu.

## Okolje in podnebje
Za zaščito ogroženih vrst so nekatera območja zaščitena. Švicarski narodni park v Graubündnu je bil ustanovljen leta 1914 kot prvi alpski narodni park. Območje Entlebuch je bilo leta 2001 določeno za biosferni rezervat. Največje zavarovano območje v državi je Park Ela, odprto leta 2006, ki zajema površino 600 kvadratnih kilometrov. Zaščiteno območje Jungfrau-Aletsch je prvo območje svetovne dediščine v Alpah.

### Podnebne cone
Ko se temperatura z višino zmanjšuje (v povprečju 0,56 °C na 100 metrov letno), v Švicarskih Alpah najdemo tri različne višinske cone, od katerih ima vsaka posebno podnebje:
- Subalpska cona

Subalpsko območje je območje, ki leži pod drevesno mejo. Je najpomembnejša regija, saj je največja od treh in vsebuje skoraj vsa človeška naselja in proizvodna območja. Gozdove v glavnem sestavljajo iglavci nad 1200–1400 metrov, gozd listavcev je omejen na nižje višine. Zgornja meja podalpskega pasu se nahaja na približno 1800 metrih na severni strani Alp in približno 2000 metrov na južni strani. Vendar se lahko razlikuje v nekaterih regijah, kot so Appenzelske Alpe (1600 metrov) ali dolina Engadin (2300 metrov). 
- Alpska cone

Alpsko območje leži nad drevesno mejo in je zaradi nizkih povprečnih temperatur brez dreves. Vsebuje večinoma travo in majhne rastline skupaj z gorskim cvetjem. Pod mejo permafrosta (približno 2600 metrov) se alpski travniki pogosto uporabljajo kot pašniki. Nekatere vasi je še vedno mogoče najti na najnižjih nadmorskih višinah, kot sta Riederalp (1940 m) ali Juf (2130 m). Obseg alpskega pasu omejuje prvi trajni sneg, njegova nadmorska višina se zelo razlikuje glede na lokacijo (in usmeritev), znaša med 2800 in 3200 metri.
- Ledeniška cona

Ledeniško območje je območje trajnega snega in ledu. Ko strmina pobočja ni previsoka, pride do kopičenja in zbijanja snega, ki se spremeni v led. Nato oblikovan ledenik teče po dolini in lahko seže tudi do 1500 metrov (zgornji ledenik Grindelwald). Tam, kjer so pobočja prestrma, se sneg kopiči in tvori previsne serake, ki občasno padajo zaradi premikanja ledenika navzdol in povzročajo ledene plazove. Bernske Alpe, Peninske Alpe in masiv Mont Blanc vsebujejo večino ledeniških površin v Alpah. Razen raziskovalnih postaj, kot je Observatorij Sfinga, v teh regijah ni mogoče najti naselij.

### Negativni vplivi taljenja ledenikov na bližnje prebivalstvo
Zaradi spremembe vremenskih vzorcev naj bi bila poletja še toplejša in bolj sušna, zime pa naj bi postale vlažnejše. Ta vremenska sprememba povečuje možnosti poplav z močnejšimi padavinami, taljenja območij permafrosta, spremembe geografije in prosto živečih živali ter pojav bolj smrtonosnih drsečih kamnin. Poleg tega se pogosteje pojavljajo naravne nevarnosti, kot so poplave, snežni in zemeljski plazovi. Poleg tega oskrba z vodo, ki so jo prvotno zagotavljali ledeniki, upada, kar je problematično za proizvodnjo energije, kmetijske prakse in druge namene za ljudi. Nazadnje taljenje ledenikov ogroža gospodarstvo, ker bo manj prihodkov iz finančnih prihodkov od storitev turizma in rekreacije, ki jih ti ledeniki in ekosistemi običajno zagotavljajo. Vsi ti vplivi bodo motili bližnje skupnosti in zahtevali uvedbo posodobljene infrastrukture in varnostnih ukrepov za preprečevanje množičnega uničenja.

## Potovanja in turizem
Turizem v Švicarskih Alpah se je začel s prvimi vzponi na glavne vrhove Alp (Jungfrau leta 1811, Piz Bernina leta 1850, Monte Rosa leta 1855, Matterhorn leta 1856, Dom leta 1858, Weisshorn leta 1861), večinoma britanski planinci v spremstvu lokalnih vodnikov. Turistične zmogljivosti so se začele graditi sredi 19. stoletja z gradnjo hotelov in planinskih koč (ustanovitev Švicarskega alpskega kluba leta 1863) in odprtjem prog gorskih vlakov na (Rigi leta 1873, Pilatus leta 1889, Gornergrat leta 1898). Železniška proga Jungfrau (Jungfraubahn) se je odprla leta 1912; vodi do najvišje železniške postaje v Evropi, Jungfraujoch.

### Poletni turizem
Švica ima 62.000 km dobro urejenih poti, od tega 23.000 v gorskih območjih. Številne gore privabljajo veliko število alpinistov z vsega sveta, zlasti 4000-metrski vrhovi in velike severne stene (Eiger, Matterhorn in Piz Badile). Velika zimska letovišča so tudi poleti priljubljena destinacija, saj večina žičnic in vlečnic vozi skozi celo leto, kar pohodnikom in planincem omogoča, da brez večjega napora dosežejo velike višine. Klein Matterhorn je najvišji vrh evropske celine, do katerega lahko vozi žičnica.

### Zimski turizem
Glavne destinacije za smučanje in druge zimske športe se nahajajo v Valaisu, Bernese Oberlandu in Graubündnu. Nekatere vasi so brez avtomobilov in do njih je mogoče dostopati samo z javnimi prevozi, kot sta Riederalp in Bettmeralp. Zermatt in Saas-Fee imata oba poletna smučišča. Smučarska sezona se začne že novembra in traja do konca maja; večina smučišč v Švici pa se po navadi odpre decembra in traja do aprila. Najbolj obiskana mesta so:
- Davos – Klosters GR
- Zermatt VS (vas brez avtomobilov)
- Engadin – St. Moritz GR
- Lenzerheide – Arosa GR
- Jungfrauregion: Grindelwald – Mürren – Wengen BE (brez avtomobilov)
- Les quatre vallées: Verbier – Nendaz VS
- LAAX: Flims – Laax GR
- Aletsch Arena: Riederalp – Bettmeralp – Fiesch VS (brez avtomobilov)
- Les Portes du Soleil: Champéry – Morgins – Les Crosets VS in Avoriaz v Franciji
- Adelboden – Lenk BE
- Val d'Anniviers: Grimentz – Zinal – Vercorin – St-Luc – Chandolin VS
- Gstaad: Gstaad – Saanen – Saanenmöser – Zweisimmen BE – Rougemont – Chateau-d'Oex VD
- Silvretta Arena: Samnaun GR in Ischgl v Avstriji
- Crans Montana VS
- Saas-Fee VS

Drugi pomembni cilji na regionalni ravni so Engelberg-Titlis (osrednja Švica / OW) in Gotthard Oberalp Arena z Andermattom (osrednja Švica / UR) in Sedrun (GR), Leysin-Les Mosses, Villars-sur-Ollon, Les Diablerets-Glacier 3000 (vsi VD), Leukerbad (VS), Savognin, Scuol, Obersaxen, Breil / Brigels (vsi GR), Meiringen - Hasliberg (BE), Sörenberg (LU), Klewenalp z Beckenriedom in Emmettenom, Melchsee-Frutt (vsi SZ) , Flumserberg in Pizol (oba Sarganserland v SG), Toggenburg z Wildhaus–Unterwasser–Alt St. Johann (SG), Hoch-Ybrig in Stoos (vsi SZ), Braunwald in Elm (GL), Airolo in Bosco / Gurin (TI) in še veliko več.
Prvi, ki je smučal v Grindelwaldu v Švici, je bil Anglež Gerald Fox (živel je v hiši Tone Dale), ki je leta 1881 v hotelski spalnici oblekel smuči in skozi hotel Bar odšel na pobočja.

### Popularne snežne aktivnosti
Nekatere glavne športne dejavnosti vključujejo:
- Smučanje
- Deskanje na snegu
- Kolesarjenje s sanmi
- Gorsko kolesarjenje po snegu navzdol
- Spust s snežnimi vozili (kot tudi vožnje z njimi)

### Vpliv podnebnih sprememb na turizem
Podnebne spremembe vplivajo na evropski alpski turizem zaradi vse večjega števila in intenzivnosti naravnih nesreč ter ogrožajo dostopnost in infrastrukturo turističnih destinacij. Taleči ledeniki vplivajo na privlačnost alpske pokrajine, zaradi zvišanja zimskih temperatur se bo smučarska sezona skrajšala, saj te podnebne spremembe omejujejo količino snežne pokritosti. Vsi ti podnebni in geografski dejavniki vodijo k manjšemu številu obiskovalcev in zmanjšanju prihodkov, kar lahko močno vpliva na zimski turizem. V odgovor na te spremembe se je Švica usmerila k proizvodnji umetnega snega, da bi ustrezala povpraševanju po teh turističnih destinacijah in zagotovila strukturo in blaginjo gospodarstva.

### Transport
Švicarske Alpe in Švica imajo razvejano prometno mrežo. Skoraj v vsako gorsko vas je mogoče priti z javnim prevozom, bodisi z železnico, avtobusom, vzpenjačo, žičnico ali pa njihovo kombinacijo. Glavna podjetja integriranega sistema javnega prevoza so:
- Švicarske zvezne železnice (SBB CFF FFS)
- Retijska železnica (RhB)
- Matterhorn Gotthard Bahn (MGB)
- linija GoldenPass
- PostBus (PostAuto / CarPostal / AutoPostale / Auto da Posta)

Večina gorskih regij je oddaljena 1 do 3 ure potovanja od glavnih mest Švice in njihovih letališč. Engadine v Graubündnu je od velikih mest oddaljen med 3 in 6 urami; samo potovanje z vlakom s panoramskim Glacier Expressom ali Bernina Expressom je priljubljeno pri turistih.
Letališče Engadin v bližini St. Moritza na nadmorski višini 1704 metrov je najvišje v Evropi.
Prehod Alp je ključno vprašanje na nacionalni in mednarodni ravni, saj je evropska celina z gorsko verigo razdeljena. Od začetka industrializacije je Švica izboljšala svoje čezalpsko omrežje; začelo se je leta 1882 z gradnjo železniškega predora Gotthard, leta 1906 mu je sledil predor Simplon in leta 1913 predor Lötschberg, nedavno pa leta 2007 še bazni predor Lötschberg. 57,1 km dolg bazni predor Gotthard, najdaljši železniški predor na svetu, je bil odprt leta 2016 in zagotavlja neposredno ravno železniško povezavo skozi Alpe.